# Bantú

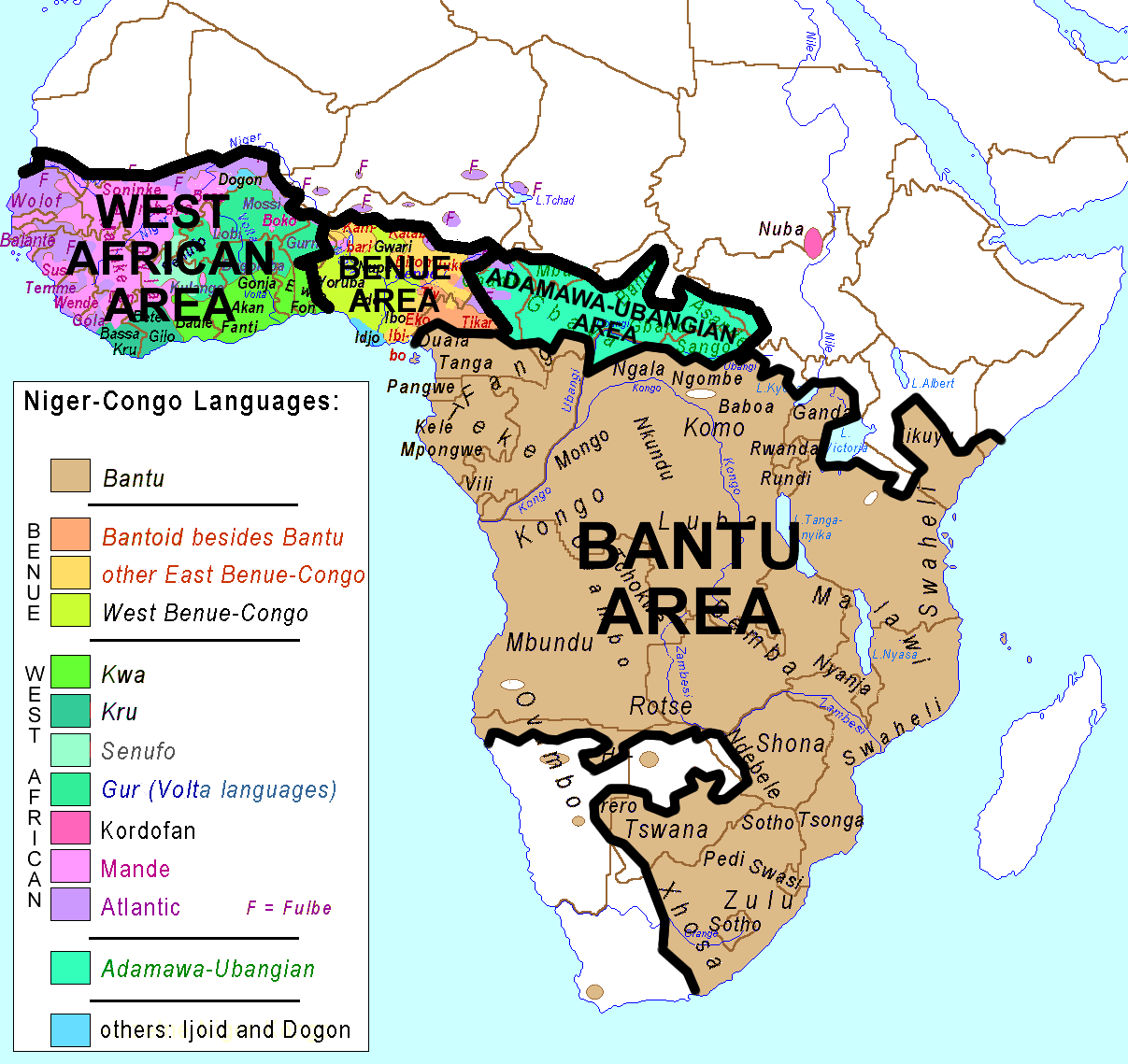
Els pobles bantus a l'Àfrica

|  | Per a altres significats, vegeu «llengües bantus». |

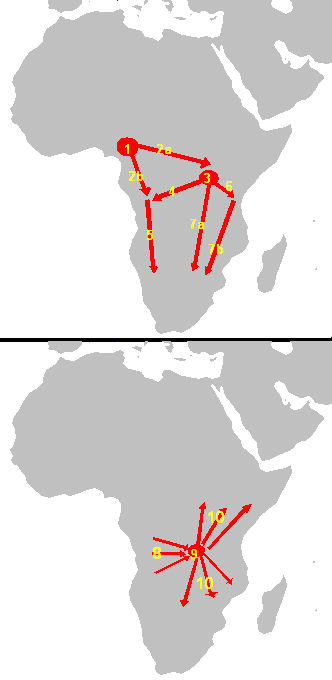
Fases de l'expansió bantu:
1. = 3000 - 1500 aC, origen
2 = 1500 aC, primeres migracions
2.a = Bantú de l'est, 2.b = Bantú de l'oest
3. = 1000 - 500 aC, nucli Uruwe de bantús de l'est
4. - 7. Avenç cap al sud
9. = 500 aC - 0 Nucli del Congo
10. = 0 - 1000 dC, última fase

Els bantús o bantu són un conjunt d'ètnies de l'Àfrica subsahariana caracteritzades pel fet que els seus integrants parlen les llengües bantus. S'estenen des del Camerun fins a Angola i des de Kenya fins a la República de Sud-àfrica. En molts casos, estan units també per costums compartits. Per motius històrics, en l'anglès de la República de Sud-àfrica bantu és considerat un insult.
L'expansió bantu té tres fases diferenciades. En la primera, van anar cap als boscos tropicals del centre del continent, pressionats per la sequera progressiva del Sàhara (cap al II mil·lenni aC). Durant la segona etapa, van moure's cap al sud i l'est i, en la tercera, van penetrar a Zàmbia i als territoris de la rodalia (I mil·lenni aC).
La religió tradicional bantu no és uniforme per a tots els subgrups humans i alhora té unes característiques comunes: el culte dels avantpassats; la creença en un déu creador que no intervé en els afers humans i que, per tant, no és objecte de culte; tot i tothom (els animals, l'univers, els avantpassats, les persones vives) està relacionat per una causalitat mística motivada per una força vital, a la qual es pot accedir mitjançant la intervenció dels esperits, l'ús de substàncies especialment carregades de força mística, la màgia i recórrer als avantpassats. Hi ha bruixots que endevinen, ritus per a distints tipus de crisis; els pares i els caps són sacerdots, i el cap de la tribu és el sacerdot suprem.

## Llengües bantus

Famílies lingüístiques africanes

El bantu és un subgrup de llengües que pertany a la família de llengües nigerocongoleses. Les llengües bantus són parlades al sud de Camerun, al Gabon, a la República del Congo, República Democràtica del Congo, Uganda, Kenya, Tanzània, Angola, Zàmbia, Malawi, Moçambic, Zimbàbue, Namíbia, Botswana i Sud-àfrica.

### Origen del nom
La paraula "bantu" va ser usada en primer lloc per Wilhem H. I. Bleek (1827-75), amb el significat de 'gent' o 'persones', com es reflecteix en molts dels idiomes d'aquest grup (vegeu la taula 1). A ell es deu també la primera classificació del grup de llengües seguint criteris científics, portada a terme entre 1862 i 1869. Ell i més tard Carl Meinhof van fer estudis comparatius de les gramàtiques de les llengües bantus.
Aquesta família de llengües té centenars de membres. Les classificà Guthrie el 1948 en grups d'acord amb zones geogràfiques: A, B, C, D, I, F, G, H, K, L, M, N, P, R i S i després les numerà dintre del grup. Guthrie també va reconstruir el protobantu com la protollengua d'aquesta família lingüística. Tot sembla apuntar que les llengües bantus s'originaren fa 2.000 anys a la Nigèria oriental i al Camerun, des d'on es van estendre cap al sud i l'est del continent africà.
La majoria de les llengües d'aquest grup formen la frase segons l'esquema bàsic de SVO (subjecte-verb-objecte). La característica gramatical més prominent dels idiomes bantus és l'ús extensiu de prefixos i infixos. Cada nom pertany a una classe i cada llengua pot tenir al voltant de deu classes en conjunt, una mica similar al gènere en les llengües europees. La classe s'indica per un prefix en el nom, així com en els adjectius i verbs que concorden amb ell. El plural s'indica per un canvi de prefix (vegeu la taula 1). El verb es conjuga a força de prefixos. En swahili, per exemple, Mtoto mdogo amekisoma significa 'el nen petit l'ha llegit (el llibre)'. Mtoto, 'nen', governa al prefix adjectival m- de mdogo, 'petit', i el prefix del subjecte verbal a-. A continuació li segueix el temps en pretèrit perfecte -em- i el marcador de l'objecte -ki-, que concerta amb l'implícit vocable kitabu, 'llibre'. Si pluralitzem el subjecte ('nens'), obtenim Watoto wadogo wamekisoma, i en pluralitzar l'objecte directe ('llibres', vitabu) la frase resultant és Watoto wadogo wamevisoma.
La llengua bantu amb més parlants és el swahili (G 40). Els idiomes bantus comprenen un ventall que abasta des de llengües purament tonals fins a les que prescindeixen totalment del to amb funcions gramaticals i semàntiques. Altres idiomes bantus importants són el lingala, el luganda, el kikongo (o koongo) i el chewa a l'Àfrica central i oriental, i el xona, el ndebele (sovint considerat una llengua encara que en realitat és un dialecte del zulu), el setswana, el sesotho, el xhosa, el sepedi i el swazi al sud d'Àfrica. Algunes de les llengües són conegudes sense el prefix de classe (chewa per chichewa, swahili en comptes de kiswahili, zulu per isizulu, xhosa en lloc de isixhosa, etc.), mentre que altres varien (setswana o tswana, sindebele o ndebele, etc.). No obstant això, la forma radical sense el marcador normalment no es dona en aquestes llengües: a Bostwana, per exemple, els habitants són batswana, una persona és un motswana i la llengua és setswana.

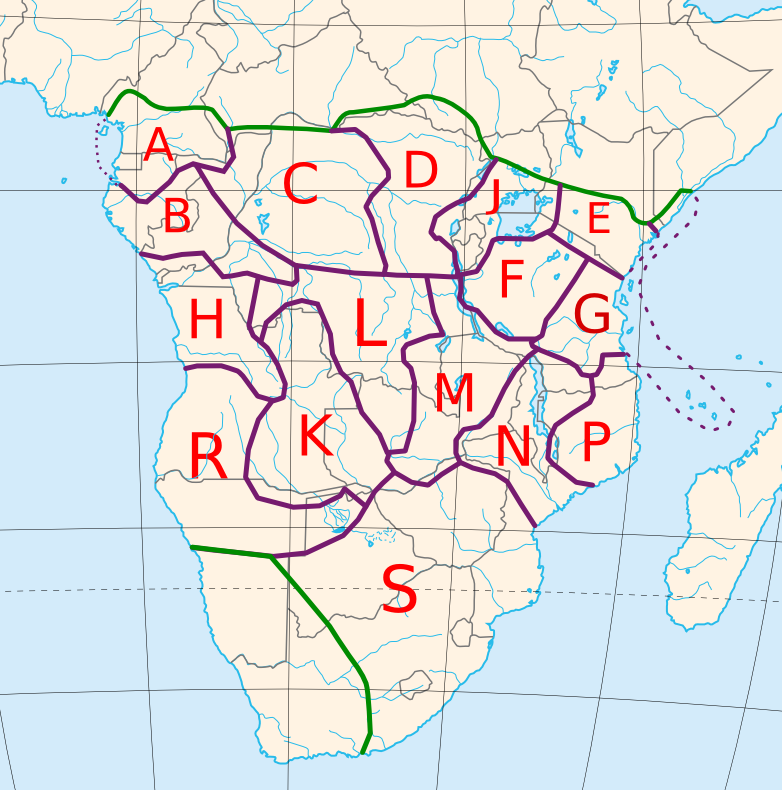
Les 16 zones de parla bantu

Els sud-africans d'ètnia negra de vegades eren denominats oficialment bantus pel règim de l'apartheid, de manera que ara allí es prefereix el terme sintu per a referir-se a aquest grup de llengües; si- és un prefix usat, entre altres conceptes, amb idiomes.